# Commiphora oddurensis
Commiphora oddurensis är en tvåhjärtbladig växtart som beskrevs av Emilio Chiovenda och Guidotti. Commiphora oddurensis ingår i släktet Commiphora och familjen Burseraceae. Inga underarter finns listade i Catalogue of Life.